# Abdollahabad
Abdollahabad (pers. عبداله اباد) – wieś w Iranie, w ostanie Azerbejdżan Zachodni, w szahrestanie Bukan. W 2006 roku liczyła 107 mieszkańców.